# جورج غرير
جورج غرير (بالإنجليزية: George Greer)‏ هو محامي وقاضي أمريكي، ولد في 1942 في بروكلين في الولايات المتحدة.